# Gekkan Comic Garden
Gekkan Comic Garden (jap. 月刊コミックガーデン, Gekkan Komikku Gāden) ist ein japanisches Manga-Magazin, das sich an männliche Jugendliche richtet. Es wird daher der Gattung Shōnen zugeordnet. Es erscheint in Japan seit September 2014 monatlich beim Verlag Mag Garden und ersetzt das im Juli 2014 eingestellte Comic Blade. Außerdem übernahm es Serien aus der Comic-Website Beats.

## Serien (Auswahl)
- Die Braut des Magiers von Kore Yamazaki
- Donten ni Warau von Kemuri Karakara
- Dragon, Ie o Kau. von Kawo Tanuki und Choco Aya
- Grisaia no Kajitsu: L’Oiseau bleu von Eiji Narumi und Shū Hirose
- Kinder des Fegefeuers von Kemuri Karakara
- M3 – Sono Kuroki Hagane von Kazuomi Minatogawa
- Mars Red von Bun-O Fujisawa und  Kemuri Karakara
- Peace Maker Kurogane von Nanae Chrono
- Psycho-Pass: Kanshikan Kōgami Shinya von Natsuo Sai
- Rengoku ni Warau von Kemuri Karakara
- Rolling Girls von Yōsuke Miyagi und Bonkara
- Shiina-kun no Torikemo Hyakka von Shiya Tōtsuki
- Shimoneta to Iu Gainen ga Sonzai Shinai Taikutsu na Sekai: Man**-hen von Hirotaka Akagi und N’ Yuzuki
- Shūten unknown von Shiho Sugiura
- Siúil, a Rún – Das fremde Mädchen von Nagabe
- Sketchbook von Totan Kobako
- The Kingdoms of Ruin von Yoruhashi